# J. Moss
James Moss mais conhecido  como J. Moss (Detroit, Michigan em 25 de dezembro de 1971) é um cantor, compositor, arranjador e produtor estadunidense.

## Carreira musical

### Primórdios
Após seu retorno a Detroit, Moss assinou com uma pequena gravadora locais cristãos Aviday e lançou dois álbuns com pouco alarde. No entanto, durante este tempo ele conheceu Paul Allen e Walter Kearney. Os três começaram a trabalhar juntos como PAJAM. Moss passou meados dos anos 90 em turnê com o The Clark Sisters e foi assinado, juntamente com Karen Clark-Sheard, sua prima, a Island Records em 1996 para gravar um álbum solo. Embora nunca tenha uma versão adequada para materializar Moss antes Ilha Black Music fechou suas portas, Clark tornou-se um grande sucesso e apresentou ao mundo o Evangelho a potência de produção de PAJAM. O álbum fez uma entrada grande com o otimista primeiro single "I Wanna Be".

### O J. Moss Projeto (The J. Moss Project)
Durante os próximos sete anos, a equipe PAJAM tornou-se mais prolíficos criadores de hit da música evangélica. No entanto, o desejo de realizar nunca foi embora de J. Moss, e em 2003 ele e Allen começou a escrever canções para o que acabaria por se tornar o J. Moss Project, lançado em setembro de 2004 GospoCentric Records. Embora o trabalho PAJAM tem sido visto como uma revolucionária mistura de Musica gospel e estilo hip-hop, The J. Moss Project é um caso surpreendentemente tradicional. O conjunto assenta largamente em arranjos familiares, e mantém seu foco na clara voz de tenor de Moss e fortes vocais do coro de apoio.
O disco inclui uma série de números otimistas do evangelho, como "Don't Pray and Worry" e "Psalm 150" ("Salmos 150"). J. Moss falsete ágil, às vezes chama a comparação com os gostos de Prince e Tonéx em "Livin' 4". Existem também várias baladas suaves como "Give You More" e do álbum anthemic single "We Must Praise" que faixa de exibição J. Moss como vocalista e compositor.

### V2...
Em 3 de abril de 2007, depois de vários atrasos, J Moss lançou seu segundo álbum V2... através do GospoCentric Records. Aparições foram feitas por contemporâneo Gospel grupo 21:03, Moss primo de Kierra "Kiki" Sheard, Kirk Franklin, sua prima Karen Clark Sheard, o famoso Marvin Winans da família Winans, Cage Byron, Anthony Hamilton e comediante americano Steve Harvey. Três faixas bônus ("Florida", "73 Degrees", e "Everybody Ain't Got a Word") foram originalmente pensado para ser faixas do álbum regulares.

### Apenas James
J. Moss lançou seu terceiro álbum Just James em 25 de agosto de 2009. O álbum gerou dois hits do Gospel, o duplo A-side "Restored / I Gave It Up" e "Rebuild" e seu único remix de 2010.

## Discografia

### Albuns
- 2004 The J. Moss Project (GospoCentric)
- 2007 V2... (GospoCentric)
- 2009 Just James (GospoCentric)
- 2010 Remixed, Rare & Unreleashed (GospoCentric)
- 2012 V4...The Other Side (GospoCentric)[3]

### Singles
- "We Must Praise"
- "Psalm 150"
- "Operator"
- "Praise On the Inside"
- "I'm Not Perfect" (featuring Anthony Hamilton)
- "Abundantly"
- "Restored/I Gave It Up"
- "Rebuild"
- "Rebuild: The Remix"
- "The Prayers" (featuring Hezekiah Walker) & LFC
- "Good & Bad"